# Santa Fe (Bogotá)
Santa Fe              es la localidad número tres del Distrito Capital de Bogotá. Forma el centro tradicional de la ciudad, compartiéndolo con La Candelaria, La localidad está enclavada en su territorio, separada en 1991.

## Toponimia
La localidad Santa Fe derivó su nombre del nombre antiguo de la capital. Gran parte de la Bogotá colonial y de principios del siglo XX se encuentra en esta localidad.

## Geografía física
Extensión:
- Área Urbana: 697.17 ha (6.97 km²)
- Área Rural: 3,819.89 ha (38.20 km²)
- Área Total: 4,517.06 ha (45.17 km²)

### Límites
| Noroeste: Localidades de Teusaquillo (UPZ homónima Avenida Caracas) y de Chapinero. (Río Arzobispo) | Norte: Localidad de Chapinero (Río Arzobispo, Camino Real de Monserrate, Vía Hato-Verjón, Río Teusacá Vereda El Verjón) | Nordeste: Localidad de Chapinero (Río Teusacá, Alto El Bonito, Alto de La Cruz Vereda El Verjón) |
| Oeste: Localidad de Los Mártires (UPZ La Sabana Avenida Caracas) | | Este: Choachí                                                                                    |
| Suroeste: Localidades de Antonio Nariño (UPZ Ciudad Jardín) y de San Cristóbal (UPZ Sosiego Avenida Calle 1, Diagonal 2, Carrera 11 Este) Enclave: localidad de La Candelaria (Carreras Primera y Décima, las avenidas Jiménez, Circunvalar y las calles Tercera y Sexta). | Sur: Localidad de San Cristóbal (Quebrada Los Laches Cerros Orientales Reserva Cuenca Río Fucha                         | Sureste: Ubaque                                                                                  |

### Orografía
Por su cercanía a los cerros Orientales el terreno de la zona urbana oriental de la localidad es inclinado, con pendientes que varían de los 40 grados, cerca de los cerros, hasta los 4 grados, cerca de la zona plana (fluviolacustre). La localidad incluye los montes de Monserrate y Guadalupe, ambos con más de 3000 m s. n. m., en el extremo del páramo de Cruz Verde.

### Hidrografía
La localidad tiene varios cuerpos y corrientes de agua dentro de la misma. Algunas quebradas y ríos han sido canalizados para permitir la urbanización de las zonas circundantes. Las dos subcuencas y sus corrientes de agua son:
- Subcuenca del río Arzobispo (Salitre)
  - Canal La Perseverancia
  - Río Arzobispo
- Subcuenca del río Fucha
  - Quebrada Cacha Moya
  - Quebrada Choachí
  - Quebrada Chorrerón
  - Quebrada del Milagro
  - Quebrada Duraznillo
  - Quebrada El Salitre
  - Quebrada Hierba Mora
  - Quebrada La Calera
  - Quebrada Lajas
  - Quebrada Las Ahorcas
  - Quebrada Las Brujas
  - Quebrada Manzanares
  - Quebrada Mochón del Diablo
  - Quebrada Padre Jesús
  - Quebrada Roosevelt
  - Quebrada San Bruno
  - Quebrada Santa Ana
  - Quebrada Santa Isabel
  - Quebrada Santo Domingo
  - Quebrada Yerbabuena
  - Río San Agustín
  - Río San Francisco
- Subcuenca del río Teusacá
  - Quebrada de Farias
  - Quebrada de Laguna Seca
  - Quebrada El Barro
  - Quebrada El Juncal
  - Quebrada El Toldo
  - Quebrada Flores
  - Quebrada Honda
  - Quebrada La Centella
  - Quebrada Los Gallos
  - Quebrada Mal Abrigo
  - Quebrada Montanuela
  - Quebrada Santos
  - Río Teusacá

## Historia
Bogotá fue fundada por Gonzalo Jiménez Quesada el 6 de agosto de 1538 bajo el nombre Santa Fe. De hecho fue el primer asentamiento militar en sabana de Bogotá.
La fundación jurídica sucedió en la actual plaza de Bolívar, en La Candelaria, entre los ríos San Francisco (hoy avenida Jiménez) y San Agustín (hoy calle 6), pero pronto la ciudad se extendió fuera de esta zona, alrededor de la plaza de las hierbas (hoy Parque Santander) y para formar los actuales barrios de San Victorino y Las Nieves, de la actual localidad de Santa Fe.
A principios del siglo XX la ciudad se confirmaba a la actual localidad de Santa Fe. En 1909 se construye el Parque de la Independencia y un año más tarde se desarrolla la exposición agroindustrial del centenario de la independencia en dicho lugar. En 1924 se inaugura el Teatro Faenza con la proyección del primer largometraje totalmente colombiano, titulado La tragedia del silencio.
En 1948 parte de la localidad es arrasada por el Bogotazo. El mismo año se inaugura en el antiguo Panóptico el Museo Nacional de Colombia.
Santa Fe fue erigida como alcaldía menor el año de 1972 con la creación del Distrito Especial de Bogotá. A raíz de la constitución de 1991, con la creación del Distrito Capital, la Alcaldía Menor fue transformada política y administrativamente en Junta de Acción Local (JAL), o Localidad.
El 30 de enero de 1993, la explosión de un coche bomba en la carrera 9, dejó 25 personas muertas y 70 heridos.

## Política local
El gobierno local se compone de la Junta Administradora Local y el Alcalde local (designado mediante terna por el Alcalde Mayor). Al ser parte del Distrito Capital, todas las entidades y corporaciones de orden distrital tienen jurisdicción en la localidad. La alcaldía se encuentra ubicada en la Calle 21 # 5 - 74.
| Partido            | Partido | Escaños |
| ------------------ | ------- | ------- |
|                    | PL      | 2/7     |
|                    | PH      | 2/7     |
|                    | AV      | 1/7     |
| Centro Democrático | CD      | 1/7     |
|                    | NL/EM   | 1/7     |
|                    |         |         |

## Geografía humana

#### Organización territorial[3]
La localidad se divide en cinco UPZ y una UPR. Según el nuevo plan de ordenamiento territorial (POT), existirían nuevas divisiones llamadas Unidad de Planeamiento Local (UPL) que buscan reemplazar las actuales subdivisiones.

#### UPZ 91 - Sagrado Corazón

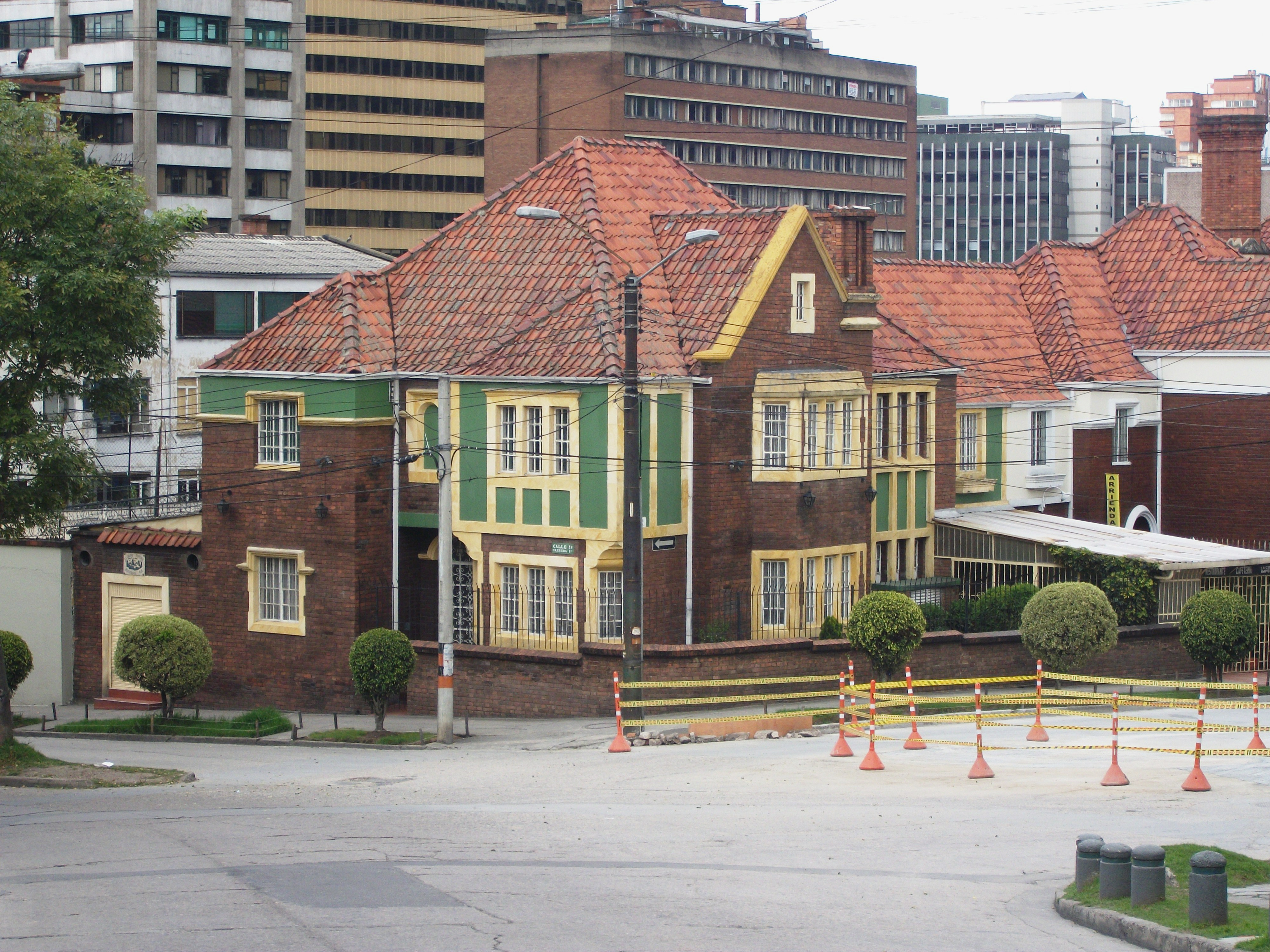
Casa en el barrio La Merced, de estilo Tudor y construido en los años 1940.

Se encuentra en el noroccidente de la localidad. Hará parte de la UPL Centro Histórico.
- Área: 146.76 ha
- Límites:
  - Norte: Río Arzobispo
  - Oriente: Perímetro urbano y Carrera 5
  - Sur: Calles 26, 33 y 33B
  - Occidente: Avenida Caracas
- Código Postal: 110311
- Barrios: La Merced, Parque Central Bavaria, Sagrado Corazón, San Diego, Samper y San Martín.

#### UPZ 92 - La Macarena

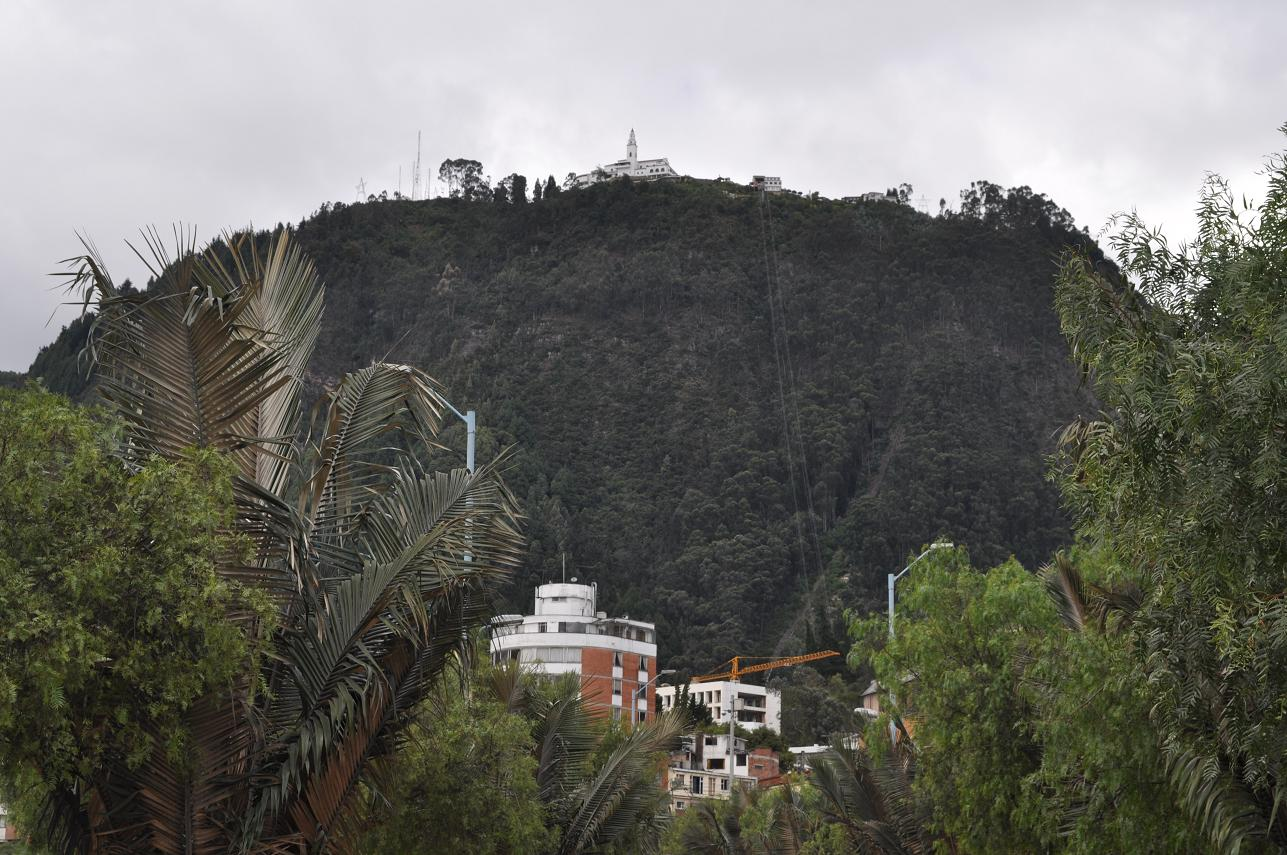
Cerro de Monserrate.

Se encuentra en el oriente de la localidad. Hará parte de la UPL Centro Histórico.
- Área: 85.32 ha
- Límites:
  - Norte: Calles 33 y 33B
  - Oriente: Perímetro urbano
  - Sur: Río San Francisco y Calles 19 y 26
  - Occidente: Carreras 3 y 5
- Código Postal: 110311
- Barrios: Bosque Izquierdo, Germania, La Macarena, La Paz Centro y La Perseverancia.

#### UPZ 93 - Las Nieves

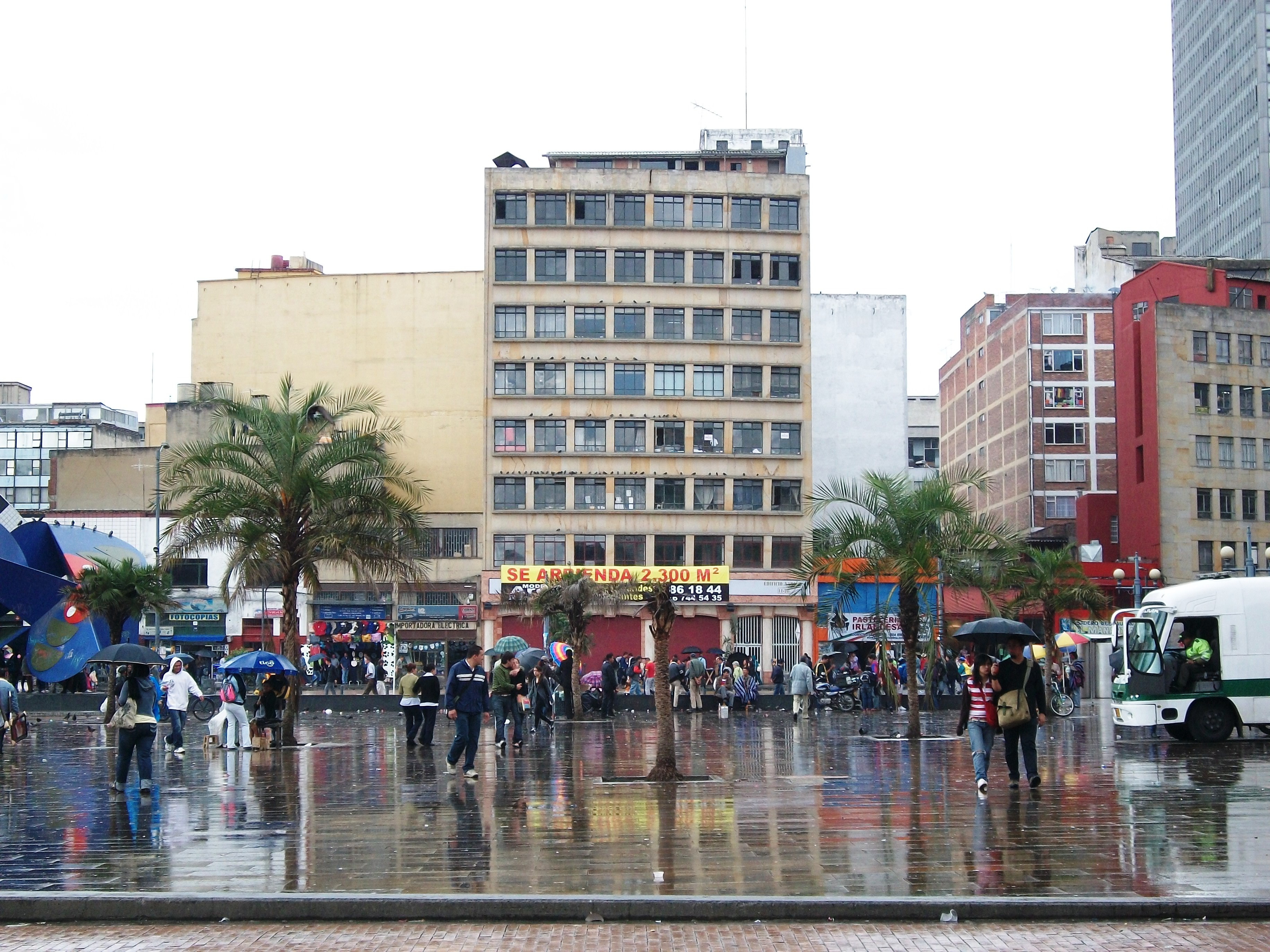
Plaza de San Victorino.

Se encuentra en el occidente de la localidad. Hará parte de la UPL Centro Histórico.
- Área: 172.58 ha
- Límites:
  - Norte: Calle 19 y 26
  - Oriente: Río San Francisco y Carreras 3 y 10
  - Sur: Río San Francisco y Calle 6
  - Occidente: Carrera 14
- Código Postal:
  - 110311 - Norte de la Calle 19
  - 110321 - Sur de la Calle 19
- Barrios: La Alameda, La Capuchina, Veracruz, Las Nieves y Santa Inés.

#### UPZ 95 - Las Cruces

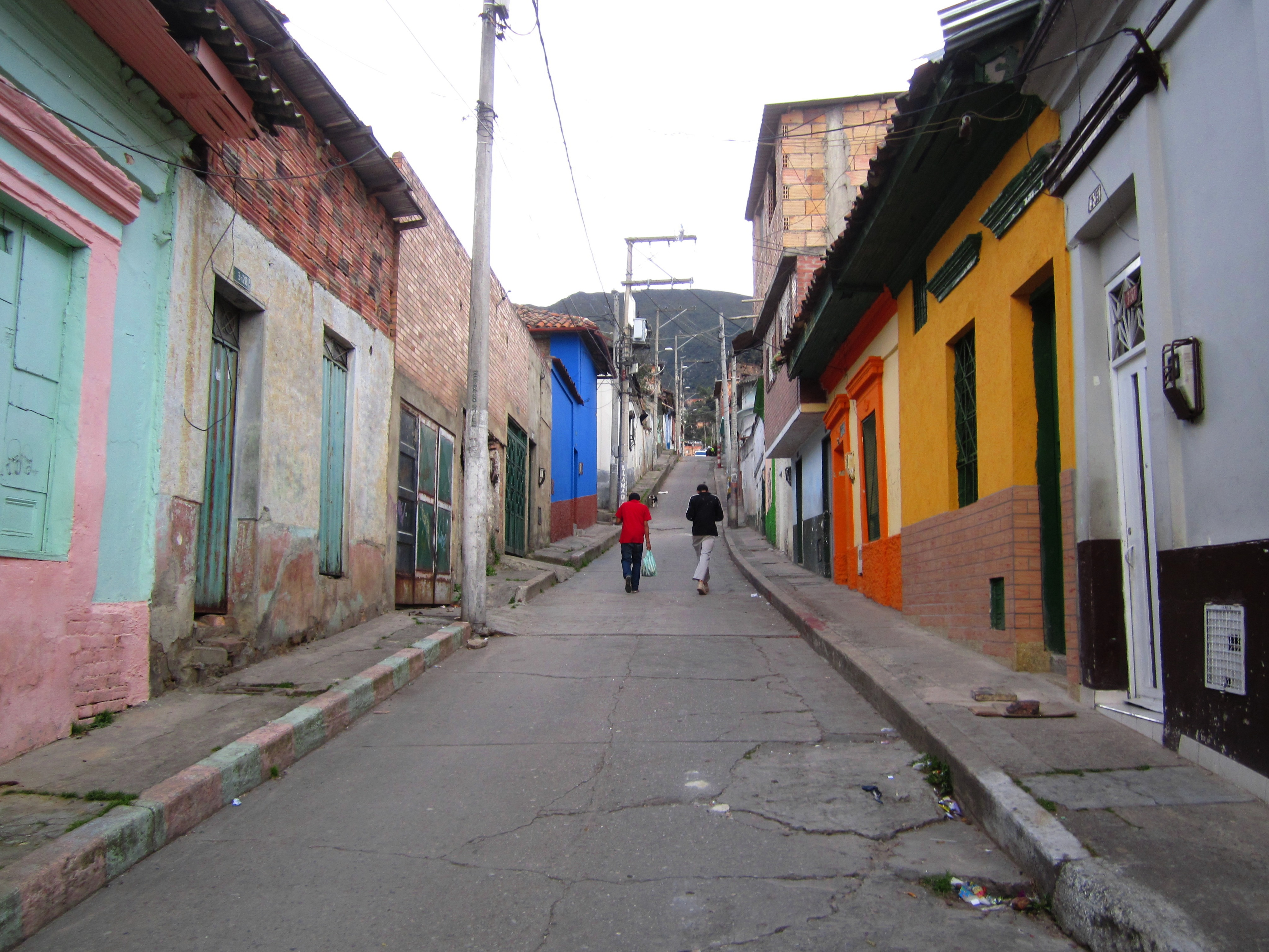
Calle en el barrio Las Cruces.

Se encuentra en el suroccidente de la localidad. Hará parte de la UPL Centro Histórico.
- Área: 92.37 ha
- Límites:
  - Norte: Calles 6 y 7
  - Oriente: Carreras 3, 3A, 4 y Transversal 9
  - Sur: Calle 1
  - Occidente: Carrera 14
- Código Postal: 110321
- Barrios: Las Cruces y San Bernardo.

#### UPZ 96 - Lourdes

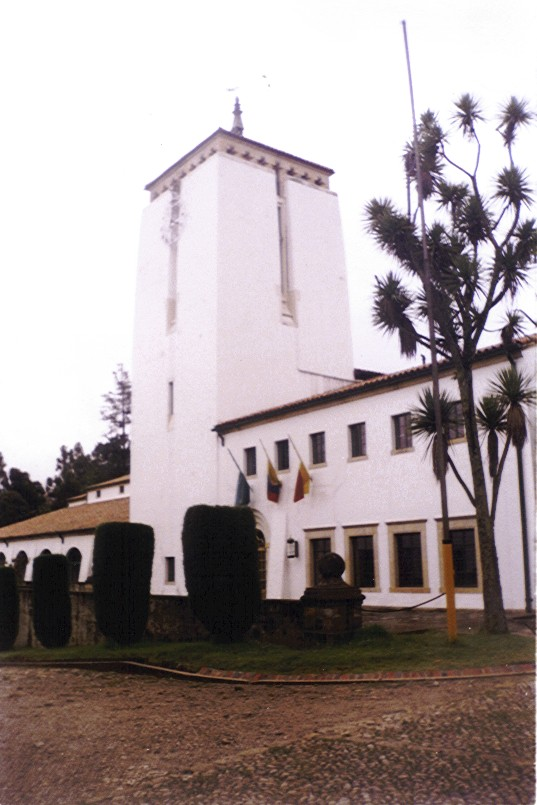
Planta de tratamiento de agua potable Vitelma.

Se encuentra en el suroriente de la localidad. Hará parte de la UPL Centro Histórico.
- Área: 200.14 ha
- Límites:
  - Norte: Perímetro urbano y Calles 6 y 7
  - Oriente: Perímetro urbano
  - Sur: Perímetro urbano y Calle 1
  - Occidente: Carreras 3, 3A y 4
- Código Postal: 110321
- Barrios: Atanasio Girardot, Cartagena, El Balcón, El Consuelo, El Dorado, El Guavio, El Mirador, El Rocío, El Triunfo, Fábrica de Loza, Gran Colombia, La Peña, Los Laches, Lourdes, Ramírez, San Dionisio, Santa Rosa de Lima y Vitelma.

#### UPR 2 - Cerros Orientales
Se encuentra en el oriente de la localidad. Hará parte de la UPL Cerros Orientales.
- Área: 3,819.89 ha
- Límites:
  - Norte: Límite con Chapinero
  - Oriente: Límite del distrito
  - Sur: Límite con San Cristóbal
  - Occidente: Perímetro urbano
- Código Postal:
  - 110311 - Norte de la Calle 19
  - 110321 - Sur de la Calle 19
- Veredas: El Verjón, Guadalupe, Hoya Teusacá, Monserrate y Parque Nacional Oriental.

### Comunicación

#### Malla vial

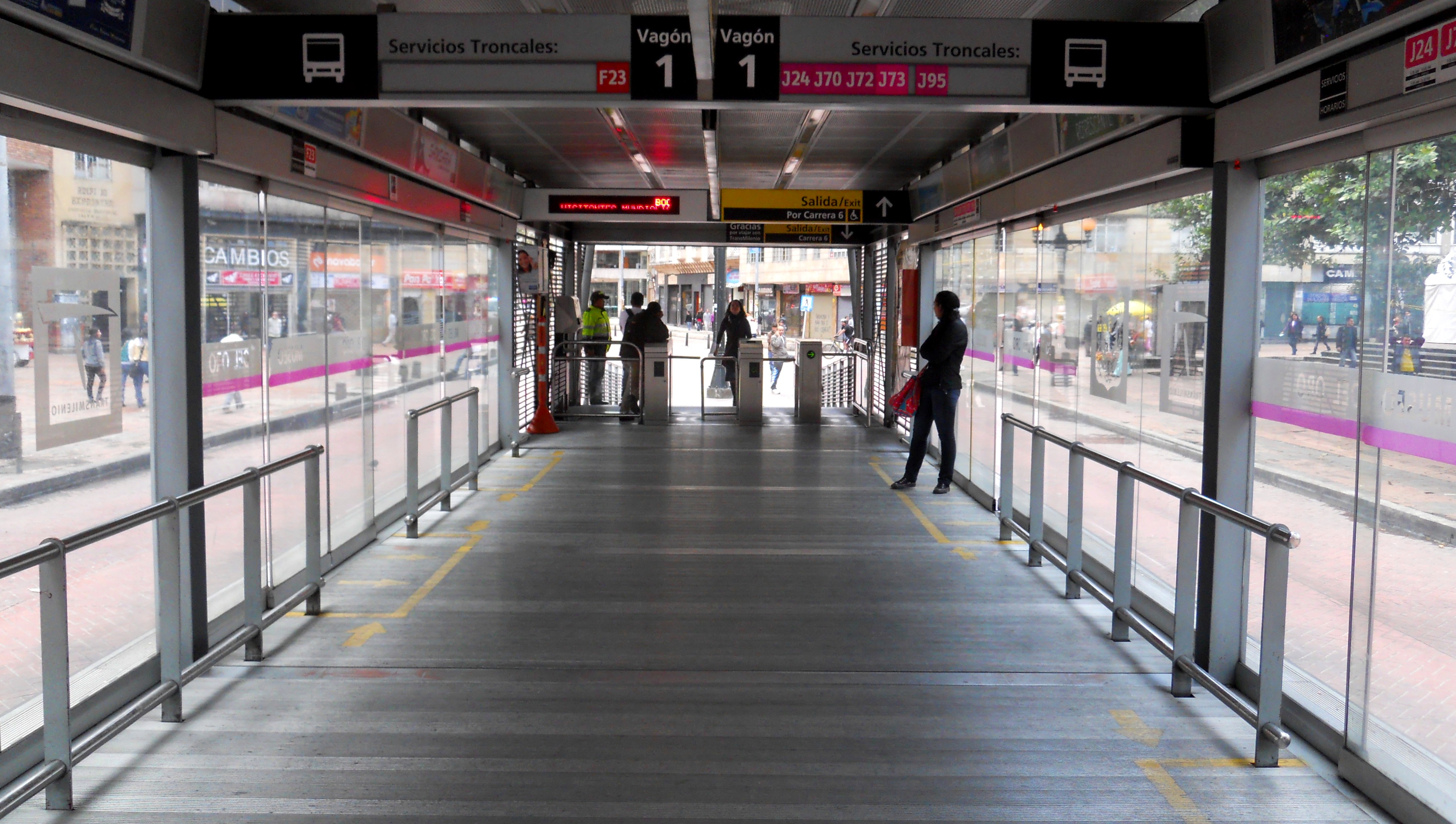
Estación Museo del Oro del sistema Transmilenio.

Las principales vías de la localidad son:
- Avenida Patricio Samper Gnecco/Circunvalar (Carrera 1ª)
- Avenida Alberto Lleras Camargo (Carrera 7ª)
- Avenida Fernando Mazuera (Carrera 10.ª)
- Avenida Caracas (Carrera 14)
- Avenida Calle Primera
- Avenida de los Comuneros (Calle 6)
- Avenida Jiménez (Calle 13)
- Avenida Ciudad de Lima (Calle 19)
- Avenida Jorge Eliecer Gaitán (Calle 26)

#### Transporte público

##### TransMilenio
Calle 34 - Fondo Nacional de GarantíasCalle 26Calle 22Calle 19Avenida JiménezTercer Milenio
| Troncal Caracas | Troncal Américas | Troncal Caracas Sur                                                      | Troncal Eje Ambiental                                                  | Troncal Calle 26                          | Troncal Carrera 10ª | Troncal Carrera 7ª |
| --- | ---------------- | ------------------------------------------------------------------------ | ---------------------------------------------------------------------- | ----------------------------------------- | ------------------- | ------------------ |
| Avenida Jiménez | Hospital         | Museo del Oro Las Aguas - Centro Colombo Americano Universidades - CityU | San Diego Las Nieves San Victorino Bicentenario San Bernardo Policarpa | Calle 36/37 Calle 34 Museo Nacional - FNG |                     |                    |
| En negrita las estaciones de intercambio, y en cursiva los paraderos de bus dual. Buses alimentadores Buses intermunicipales Buses complementarios |                  |                                                                          |                                                                        |                                           |                     |                    |

##### Buses zonales
Las rutas de buses que tienen como destino esta zona de la ciudad tienen formato A000 y como destino muestran alguna de las siguientes locaciones: Centro, Germania, Las Nieves, Parque Central Bavaria o San Diego.

##### Ferrocarril
Existe un funicular para subir al cerro de Monserrate desde la estación de la Avenida Circunvalar. Igualmente existe el proyecto de la primera línea del Metro de Bogotá, la cual discurriría sobre la Av. Caracas.

##### Cable aéreo
Igualmente en la Avenida Circunvalar, existe un teleférico para acceder al cerro de Monserrate.

### Economía

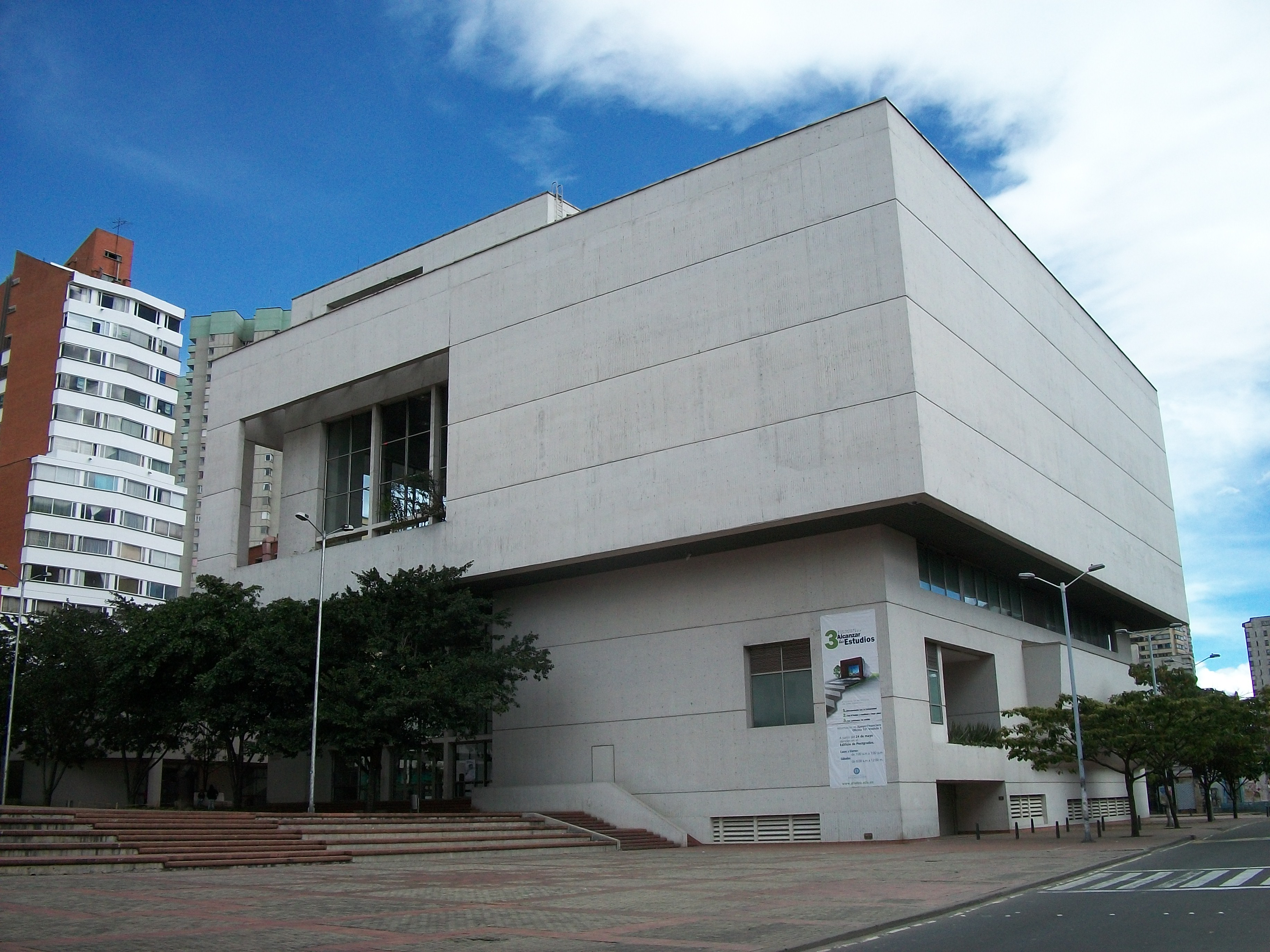
Biblioteca y auditorio de la Universidad Jorge Tadeo Lozano.

De carácter comercial mayoritariamente, hay algunas fábricas pequeñas. El principal renglón económico es el de los servicios entre los cuales se destacan el financiero, entretenimiento, hotelería y turismo.
Santa Fe incluye la zona de los edificios gubernamentales y corporativos de la carrera Séptima y del Centro Internacional, el sector bancario de la Avenida Jiménez, así como el tradicional barrio comercial de San Victorino, que es uno de los ejes del comercio bogotano desde la época colonial.

## Servicios públicos

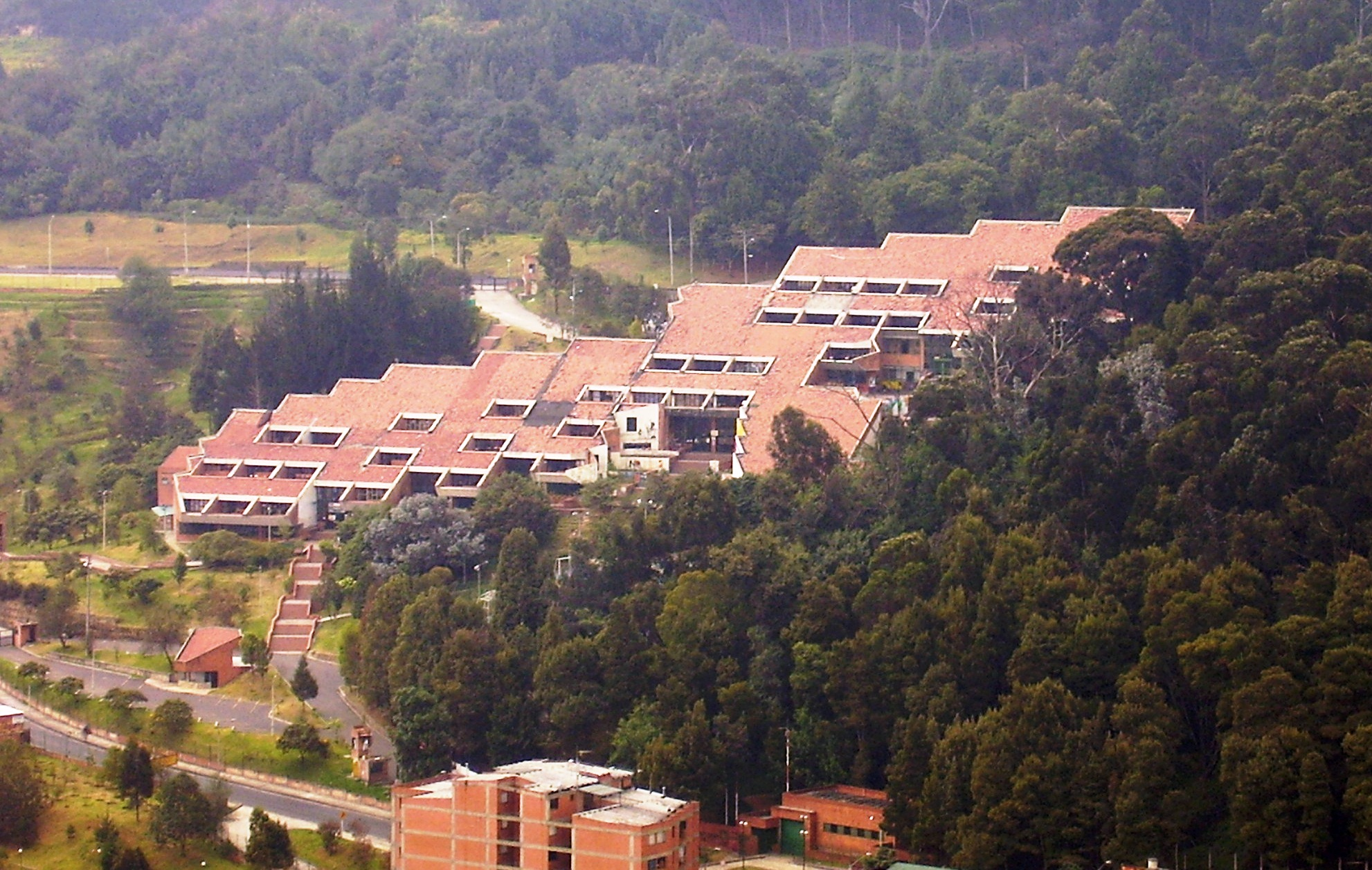
Universidad Distrital Francisco José de Caldas.

### Educación[7][8]

#### Básica y media
- Colegio San Bartolomé de la Merced, de la Compañía de Jesús
- Institución Educativa Distrital Antonio José Uribe
- Institución Educativa Distrital Aulas Colombianas San Luis[9]
- Institución Educativa Distrital Externado Nacional Camilo Torres
- Institución Educativa Distrital Jorge Soto del Corral
- Institución Educativa Distrital Los Pinos
- Institución Educativa Distrital Manuel Elkin Patarroyo
- Institución Educativa Distrital Policarpa Salavarrieta

#### Superior
- Politécnico Grancolombiano
- Pontificia Universidad Bolivariana
- Universidad Central
- Universidad Colegio Mayor de Cundinamarca
- Universidad Cooperativa de Colombia
- Universidad de América
- Universidad Distrital Francisco José de Caldas
- Universidad ECCI
- Universidad Incca de Colombia
- Universidad Jorge Tadeo Lozano
- Universidad La Gran Colombia
- Universidad de Los Andes

### Aseo

#### Basuras
El operador de recolección de basuras es la empresa Promoambiental Distrito.

### Salud

#### IPS Privadas
- Clínica San Carlos
- NP Medical IPS S.A.S

#### IPS Públicas
- CAPS Perseverancia
- Hospital Centro Oriente
- UMHES Jorge Eliécer Gaitán
- USS Laches
- USS Cruces

#### Farmacias EPS
- Audifarma (Ecopetrol)
- Colsubsidio

### Seguridad
- Estación 3 de Policía - Santa Fe

## Política

### Representaciones diplomáticas
- Consulado de Bélgica

## Cultura

#### Sitios destacados
- El Museo Nacional, el más antiguo del país. Es una antigua prisión dieñada por Thomas Reed, que cumplió dicha función hasta finales de los años 1940.
- La Plaza de toros de Santamaría, construida en 1931 en la zona oriental del sector de San Diego. Fue declarada monumento nacional en 1984.[11] el Parque de la Independencia, la Plaza de toros de Santamaría y las Torres del Parque.
- El monumento de La Rebeca, que constituye uno de los últimos vestigios del parque Centenario, que en 1949 fue destruido para dar paso al viaducto de la avenida Veintiséis.
- El Planetario Distrital, inaugurado en 1969[12] y remodelado en 2008.
- La Biblioteca Nacional de Colombia, fundada en 1777 por el virrey Manuel de Guirior, que funciona es su sede actual desde los años 1930, cuando el arquitecto Alberto Wills Ferro diseñó su edificio estilo art decó. Fue declarado el edificio monumento nacional en 1975.[11]
- Las Bibliotecas Públicas de BibloRed: Biblioteca Pública de La Peña,[13] Biblioteca Pública del Parque (en el Parque Nacional, y con una colección dedicada a primera y segunda infancia),[14][15][16] Bibloestación de San Diego,[17] Sala de lectura de la Manzana del Cuidado del Santa Fe[18][19]
- Las Rectorías de San Francisco, la Tercera y la Parroquia Veracruz constituyen un conjunto de templos adyacentes, situados sobre la carrera Séptima entre el Eje Ambiental y la calle Dieciséis. Otras Parroquias y Santuarios de interés son las de Nuestra Señora de las Nieves, Santuario Nuestra Señora de la Peña, Jesucristo Obrero, la Basílica Santuario del Señor Caído y Nuestra Señora de Monserrate, el Santuario de Nuestra Señora de Guadalupe y la Parroquia de Nuestra Señora de la Peña.
- La Torre Colpatria, el cuarto edificio más alto de Colombia, con 52 pisos y 196 m de altura.[20] En su última planta alberga un mirador desde el cual es posible tener una perspectiva panóptica de la ciudad en su conjunto.
- La universidad Jorge Tadeo Lozano, fundada en 1954. Se encuentra en el sector oriental de la localidad. Su campus alberga varios edificios del arquitecto Daniel Bermúdez.
- El barrio La Merced, compuesto por casas de estilo Tudor construidas en los años 1940.
- El conjunto residencial Torres del Parque, contiguas al Parque de la Independencia, diseñadas por el arquitecto Rogelio Salmona. Los edificios rodean la plaza de toros, siguiendo su forma circular.
- Torres Atrio

## Deportes

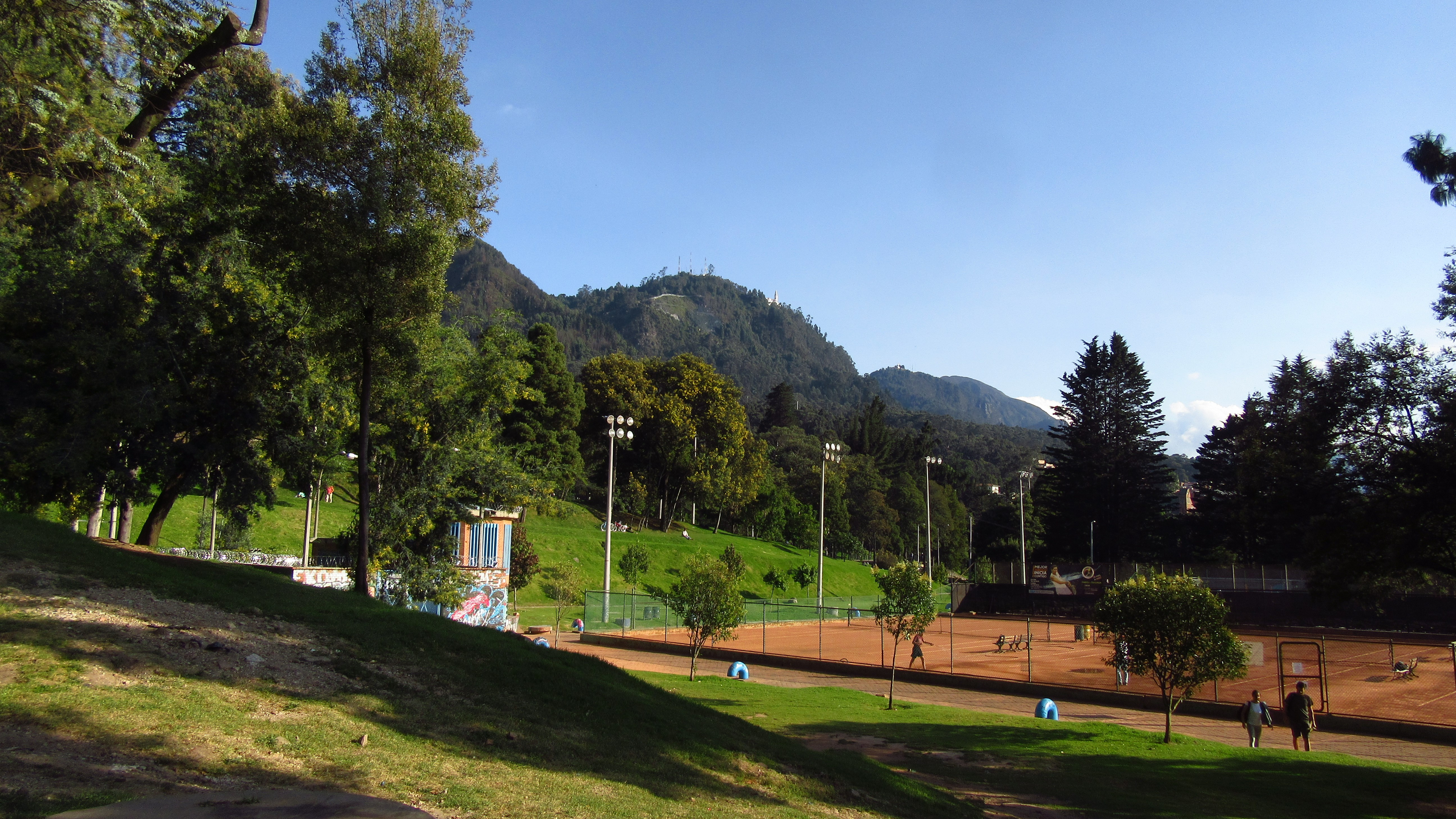
Monserrate desde las canchas de tenis del parque nacional.

- Parque Nacional Enrique Olaya Herrera, inaugurado en 1934 y declarado Monumento Nacional en 1996, donde se encuentra la antigua cancha de La Merced, que fue el primer estadio de fútbol de la ciudad.[21]
- Parque Tercer Milenio, construido a principios de los años 2000 en la antigua zona de El Cartucho.[22]
- Parque de la Independencia, construido en 1910 para conmemorar el primer centenario de la independencia de Colombia.